# ستانلي بوكسر
ستانلي بوكسر (بالإنجليزية: Stanley Boxer)‏ هو رسام أمريكي، ولد في 26 يونيو 1926 في نيويورك في الولايات المتحدة، وتوفي في 8 مايو 2000 في بيتسفيلد في الولايات المتحدة.

## وصلات خارجية
- الموقع الرسمي